# Galileo Nicolini
Galileo Domenico Nicolini, in religione Gabriele dell'Addolorata (Capranica, 17 giugno 1882 – Monte Argentario, 13 maggio 1897), è stato un religioso italiano.

## Biografia
Nato a Capranica il 17 giugno 1882, Galileo Domenico era figlio di Luigi Nicolini e di sua moglie, Loreta Lucciola, e venne battezzato quattro giorni dopo nella locale chiesa parrocchiale. In casa visse una spiritualità viva e consapevole sin dalla più tenera età grazie alla cugina Amabile che dal 1885 prese residenza stabile presso la sua famiglia, divenendo de facto l'iniziatrice cristiana del piccolo Galileo.
Come tutti i bambini della sua età, Galileo Nicolini venne avviato dalla famiglia ai sacramenti della vita cristiana. Al momento di ricevere la prima comunione il 5 marzo 1895 sentì la propria chiamata alla vita religiosa in seno all'ordine dei passionisti che aveva conosciuto l'anno precedente durante un ritiro spirituale organizzato dalla sua parrocchia presso il convento di Sant'Angelo sul Monte Fogliano. Col consenso dei genitori, venne quindi inviato al seminario di Rocca di Papa dove trascorse tredici mesi di preparazione, trasferendosi quindi a Lucca per intraprendere il percorso nel noviziato dell'ordine.
Il 19 maggio 1896 ottenne il permesso di vestire l'abito dei passionisti e prese il nome di Gabriele dell'Addolorata (da non confondere con l'omonimo santo).
All'alba del 27 febbraio 1897, giorno anniversario della morte di san Gabriele dell'Addolorata suo omonimo, Galileo avvertì i primi giramenti di testa e sentì del sangue salirgli alla bocca. Visitato dal medico locale, scoprì di soffrire di tubercolosi, ma si rifiutò categoricamente di fare ritorno in famiglia, anzi volle a tutti i costi trasferirsi a Monte Argentario dove si trovava la prima casa della congregazione istituita da San Paolo della Croce, fondatore dell'ordine, e dove giunse il 30 aprile. 
Morì a Monte Argentario il 13 maggio 1897, emettendo la professione religiosa dell'ordine in articulo mortis per concessione speciale.
Il processo di beatificazione venne iniziato a livello diocesano da mons. Luigi Maria Olivares, vescovo di Sutri e Nepi (anch'egli poi proclamato venerabile) nell'ottobre del 1924; il presule lo definì nei suoi scritti "un altro Domenico Savio, entrambi ragazzi santi". Il processo si concluse anni dopo ed il 27 novembre 1981 papa Giovanni Paolo II gli concesse il titolo di venerabile.